# Isolamento termico
Per isolamento termico (o coibentazione termica) si intende tutti i sistemi e le operazioni per diminuire il flusso termico scambiato tra due aree con temperatura differenti. L'isolamento termico in edilizia è volto a contenere il calore all'interno degli edifici in inverno (per la protezione dal caldo estivo è più corretto parlare di "schermatura dal calore").
Gli interventi di isolamento termico in edilizia sono regolati da disposizioni della Comunità europea a cui i progettisti e gli applicatori devono attenersi. È opportuno pertanto informarsi in maniera molto dettagliata circa i requisiti della legge ed ancora di più circa le effettive capacità tecniche degli applicatori i quali devono seguire opportuni corsi e munirsi di adeguata certificazione.

## Descrizione
L'isolamento termico di un determinato materiale è misurato dalla sua conduttività termica ed ha come unità di misura il Lambda, espresso in {\displaystyle \left[{\frac {W}{m\cdot K}}\right]}.
Se invece consideriamo un elemento costruttivo nel suo insieme parliamo del coefficiente totale di trasmissione termica U (espresso in {\displaystyle \left[{\frac {W}{m^{2}K}}\right]}):
{\displaystyle U={\frac {1}{{\frac {1}{hi}}+{\frac {d1}{\lambda 1}}+{\frac {d2}{\lambda 2}}+...+Rg+...+{\frac {dn}{\lambda n}}+{\frac {1}{he}}}}}
dove:
- hi e he sono i coefficiente di scambio termico o di adduzione con l'esterno, convenzionalmente si applicano:
  - 8: aria stagnante (interni e pareti esterne ventilate o con intercapedine)
  - 23: aria in condizione di moto convettivo (esterni)
  - ∞: per elementi costruttivi nel terreno
- λ1,λ2...λn sono i coefficienti di conducibilità termica dei materiali che compongono l'elemento
- d1,d2...dn sono i rispettivi spessori
- Rg è la Resistenza termica al passaggio termico di strati di aria immobili

La miglior resistenza termica è ottenuta con il materiale che ha la massa volumica più bassa ma lo spessore più elevato; in tal modo il costo totale a m2 risulta essere tra i più convenienti. Secondo la norma EN 13165 Annessi A e C - la temperatura media di 10 °C è il riferimento per la conducibilità termica dichiarata dal costruttore.

## Materiali isolanti
I materiali di isolamento termico sono quelli che si oppongo al passaggio di calore. Gli isolanti termici possono essere classificati in base a:
- Al tipo di materiale
  - minerale
  - vegetale
  - petrolchimica
  - animale
- Alla natura del materiale:
  - naturale
  - sintetico
  - organico
  - inorganico
- Alla sua struttura:
  - fibrosa, a cella aperta con un numero elevato di fibre di forma allungata, oltre alla presenza di canali di dimensioni ridotte che collegano con l'esterno. Questa compresenza permette al materiale di avere elevate capacità di isolamento termico, di permeabilità al vapore e di assorbimento acustico.
  - cellulare, a celle chiuse, ottenute tramite l'espansione del materiale. Contiene elevata quantità d'aria ferma nelle cellule che non sono però collegate tra di loro.
  - porosa, che presenta molti vuoti ma molto piccoli. Ha proprietà simili alla struttura cellulare.

### Origine minerale

#### Struttura cellulare
- Argilla espansa
- Perlite espansa
- Vermiculite espansa
- Pomice
- Vetro cellulare
Ottima resistenza alla pressione, impermeabilità al vapore, resistente all'umidità. Costituito in buona parte da vetro riciclato, rappresenta un ottimo Isolante termico (è anche privo di sostanze nocive) ma ha un ritorno energetico sull'investimento pessimo.
- Lana di roccia
Chiamata anche lana minerale, si ottiene fondendo i minerali che la compongono, risolidificandoli sotto forma di fibre che spesso sono tenute insieme da un legante a base di una resina termoindurente.
- Calcio silicato

### Origine vegetale
Il poliuretano espanso può essere anche di origine vegetale. I polimeri di origine vegetale hanno spesso caratteristiche molto vicine ai prodotti di origine minerale ma il coefficiente di conduttanza termica è di gran lunga sfavorevole.
I poliuretani di origine vegetale, poi, risultano più costosi e, tutto sommato, non hanno nessun vantaggio tecnico.

#### Struttura fibrosa
- Fibra di cellulosa
Ottenuta da carta di giornale riciclata è un prodotto riutilizzabile e riciclabile. È igroscopica, traspirante, un buon fonoisolante e fonoassorbente. Può essere utilizzata in  "fiocchi", "grani" e "pannelli". Dal punto di vista del bilancio energetico ed ecologico è uno degli isolanti più interessanti.
- Fibra di legno
I pannelli di fibra di legno vengono prodotti partendo da scarti di lavorazione che vengono sminuzzati e pressati, il collante è la lignina, naturalmente presente nel legno.
- Fibra di legno mineralizzata
Il processo di produzione di questi pannelli è completamente diverso da quello dei pannelli in fibra di legno, rispetto ai quali hanno una migliore inerzia termica.
- Fibra di canapa
- Fibra di lino
- Fibra di cocco
Da sempre utilizzata in oriente.
- Fibra di juta
- Canna lacustre
La canna lacustre unisce a una discreta capacità isolante un'eccellente resistenza all'umidità. Questo la rende ideale, oltre che per realizzare tetti, per l'isolamento a cappotto in zone umide.

#### Struttura cellulare
- Sughero
La coibentazione con sughero ha come base di partenza sempre il prodotto granulato, che viene ricavato dalla polpa pulita della corteccia. Il granulato può essere utilizzato direttamente (per intercapedine, ecc.) oppure trasformato in pannelli. I pannelli si possono realizzare in due modi: tramite incollaggio (pannelli più chiari) oppure tramite una sorta di sinterizzazione: riscaldando e comprimendo i granuli si provoca la fuoriuscita della suberina che raffreddandosi lega i granuli (pannelli scuri).

### Origine petrolchimica
- Poliuretano
I poliuretani espansi rigidi sono realizzati con polimeri e hanno valori di conduttività termica estremamente bassi. L'applicazione del poliuretano espanso può essere effettuata con sistemi diversi, si possono utilizzare pannelli pretagliati e formati oppure applicando il poliuretano a mezzo colata (nelle intercapedini) oppure a spruzzo. Le fasi di applicazione sono molto delicate e un applicatore deve aver frequentato un "corso per applicatori" al fine di evitare errori estremamente condizionanti per la riuscita nel tempo della coibentazione. L'applicatore dovrebbe inoltre fornire un certificato di conformità alle norme sulla qualità.  Il poliuretano espanso, al fine di preservarne caratteristiche e durata nel tempo, deve essere protetto con applicazione di una protezione di poliurea-ibrida elastomerica, sempre applicata a spruzzo. È opportuno notare come sia essenziale la protezione del poliuretano espanso utilizzando Poliurea-Ibrida e non Poliurea "pura". In effetti l'ibrido di buona qualità risulta resistere meglio agli agenti atmosferici. La protezione elastomerica evita lo scambio del contenuto gassoso del poliuretano espanso con l'aria e quindi la perdita percentuale delle proprietà isolanti oltre al rapido invecchiamento.

L'applicazione di vernici o altri prodotti a scopo protettivo sul poliuretano espanso non ha effetto alcuno ai fini della durata e protezione.
- Polistirene o Polistirolo
Si presenta in due forme:
  - Polistirolo espanso (EPS)
Quello comunemente usato per l'isolamento perimetrale, si ottiene mescolando gas compresso al polistirolo fuso e raffreddando rapidamente la miscela.
  - Polistirolo estruso (XPS)
Sopporta pressione specifica più alte ed è adatto alle zone umide.

### Origine animale
- Lana di pecora

### Tabella riassuntiva
| Materiale          | λ [W/(m·K)]   | Densità [kg/m3] |
| ------------------ | ------------- | --------------- |
| Fibra di cellulosa | 0,038         | 30-65           |
| Lana di vetro      | 0,045-0,032   | 8-100           |
| Canna palustre     | 0,044-0,055   |                 |
| Vetro cellulare    | 0,038 - 0,050 | 105 - 165       |
| Sughero Tostato    | 0,0375        | 108 - 120       |
| Calcio silicato    | 0,06          | 250             |

## Edilizia
L'isolamento termico in edilizia consente di isolare termicamente l'interno di un edificio dal suo esterno sfruttando la resistenza termica di un materiale. Le diverse tecniche progettuali si relazionano al materiale coibente impiegato a seconda che questo sia messo all'interno, in intercapedine o esterno.

### Interno
Quando il materiale coibente viene messo interno rispetto allo strato di supporto. Questa tecnica è impiegata soprattutto negli edifici esistenti, quando risulta difficoltoso trovare soluzione più semplici. Presenta problemi di elevato rischio di condensa interstiziale, che può essere ovviato tramite l'utilizzo di un'intercapedine. Le principali tipologie sono:
- Isolante sullo strato di supporto: quando si fissa, tramite l'uso di colla o di tasselli, il materiale isolante direttamente sulla muratura. Consigliabile l'uso di un materiale altamente permeabile al vapore in maniera che questo si diffonda e non crei della condensa interstiziale che possa andare ad intaccare le prestazioni del materiale.
- Isolante sulla struttura di sostegno: si fa una struttura di sostegno in montanti distanziata di qualche centimetro dallo strato di supporto, sulla quale vengono inseriti i pannelli di materiale isolante, che deve essere rigido.

### Intercapedine
È la soluzione che prevede due strati di supporto separati da una camera d'aria che può essere piena, semipiena, o vuota. Con questa soluzione all'isolamento dovuto al materiale isolante, si aggiunge anche quello degli strati di supporto e/o della camera d'aria (la soluzione più usata perché meno invasiva e costosa); oltre all'isolamento termico presenta anche un buon isolamento acustico.

Lo spessore finito della parete è superiore rispetto agli altri tipi. Esistono due tecniche principali di realizzazione, una che prevede l'uso di due strati di supporto che vanno ad unirsi alla struttura portante, l'altra prevede uno strato di supporto unito alla struttura portante mentre l'altro strato murario, più sottile, viene rinforzato con degli elementi collegati al primo muro.

### Esterno
L'isolamento esterno, detto "isolamento a cappotto", prevede che il materiale isolante venga messo esternamente allo strato di supporto e protetto da un rivestimento, che può essere una malta, oppure un controplaccaggio. I pericoli maggiori sono dovuti alla possibilità dell'infiltrazione di acqua che potrebbe andare ad occupare i pori dell'isolante limitando le proprietà isolanti di quest'ultimo. I pannelli possono essere fissati alla parete tramite l'uso di colle o di tasselli o di entrambi.